# Zenodorus pusillus
Zenodorus pusillus es una especie de araña saltarina del género Zenodorus, familia Salticidae. Fue descrita científicamente por Strand en 1913.
Habita en Samoa y Tahití.